# Liste de routes et circuits touristiques du Québec
 (novembre 2014).
Si vous disposez d'ouvrages ou d'articles de référence ou si vous connaissez des sites web de qualité traitant du thème abordé ici, merci de compléter l'article en donnant les références utiles à sa vérifiabilité et en les liant à la section « Notes et références ».
La liste de routes et circuits touristiques du Québec répertorie toutes les routes touristiques et les circuits touristiques situés au Québec, au Canada.

## Statistiques par région touristique
Nombre de routes et circuits touristiques par région touristique :
- Abitibi-Témiscamingue : 0
- Eeyou Istchee Baie-James : 1
- Bas-Saint-Laurent : 8
- Cantons-de-l'Est : 6
- Centre-du-Québec : 4
- Charlevoix : 5
- Chaudière-Appalaches :  4
- Côte Nord : Duplessis : 1
- Côte Nord : Manicouagan : 2
- Gaspésie : 2
- Iles-de-la-Madeleine
- Lanaudière : 1
- Laurentides : 2
- Laval
- Mauricie : 3
- Montérégie : 5
- Montréal : 2
- Nunavik
- Outaouais : 1
- Québec : 6
- Saguenay-Lac-Saint-Jean : 3

## Routes et circuits touristiques
Dans le classement des colonnes, Wikipédia classe la lettre E accent aigu à la suite de la lettre Z. Ainsi, Saint-Édouard est à la suite de Saint-Tite, par exemple.
Les routes signalisées sont des routes touristiques officielles, signalisées à l'aide de panneaux bleus, et reconnues par le ministère du Tourisme et le ministère des Transports,.
| Nom                                                              | Localisation                                                                                          | Niveau           | Début/Fin                          | Expérience              | Longueur | Nombre d'étapes          |
| ---------------------------------------------------------------- | --- | ---------------- | ---------------------------------- | ----------------------- | -------- | ------------------------ |
| Circuits patrimoniaux du Bas-Saint-Laurent                       | Bas-Saint-Laurent                                                                                     | Régional         |                                    | Patrimoine              |          |                          |
| Route des Monts Notre-Dame                                       | Bas-Saint-Laurent                                                                                     | Route signalisée | Saint-Jean-de-la-Lande/Sainte-Luce | Nature                  | 186 km   |                          |
| Route des Clochers                                               | Centre-du-Québec                                                                                      | Régional         |                                    | Patrimoine              | 150 km   |                          |
| Circuit du Paysan                                                | Montérégie                                                                                            | Route signalisée |                                    | Agrotourisme            | 194 km   |                          |
| Route de Beauce-Sartigan                                         | Chaudière-Appalaches                                                                                  | Régional         |                                    |                         |          |                          |
| Route du Richelieu                                               | Montérégie                                                                                            | Route signalisée |                                    | Patrimoine              | 230 km   |                          |
| Jardins célestes du Témiscouata                                  | Bas-Saint-Laurent                                                                                     | Régional         | 2005                               |                         |          |                          |
| Route des phares                                                 | Bas-Saint-Laurent Charlevoix Duplessis Gaspésie Iles-de-la-Madeleine Manicouagan                      | Régional         |                                    | Patrimoine              |          | 43 phares                |
| Vieux-Québec à pied, Circuits historiques et patrimoniaux        | Québec                                                                                                | Local            |                                    | Patrimoine              |          |                          |
| Route Trans-Québec-Labrador et les Monts Groulx (route 389)      | Duplessis Manicouagan Terre-Neuve-et-Labrador                                                         | Régional         |                                    | Patrimoine              |          |                          |
| Route des Sommets                                                | Cantons-de-l'Est                                                                                      | Route signalisée |                                    | Plein air               | 157 km   |                          |
| Circuits patrimoniaux, Réseau du patrimoine anglophone du Québec | Montréal Abitibi-Témiscamingue Bas-Saint-Laurent Duplessis Gaspésie Lanaudière Mauricie               | Régional         |                                    | Patrimoine              |          |                          |
| Parcours VivaCité                                                | Québec                                                                                                | Local            |                                    | Patrimoine              | 5,3 km   |                          |
| Chemin des Cantons                                               | Cantons-de-l'Est                                                                                      | Route signalisée |                                    | Patrimoine              | 418 km   | 31 municipalités         |
| Circuits de l'Association des plus beaux villages du Québec      | Québec Bas-Saint-Laurent Cantons-de-l'Est Charlevoix Chaudière-Appalaches Gaspésie                    | Régional         |                                    | Patrimoine              |          | Dix circuits 35 villages |
| Parcours Outaouais gourmet                                       | Outaouais                                                                                             | Régional         |                                    | Agrotourisme            |          |                          |
| Route des Frontières                                             | Bas-Saint-Laurent                                                                                     | Route signalisée |                                    | Patrimoine              | 95 km    |                          |
| Chemin du Roy                                                    | Québec Lanaudière Mauricie                                                                            | Route signalisée |                                    | Patrimoine              | 260 km   |                          |
| Circuits touristiques pour découvrir le Saguenay-Lac-Saint-Jean  | Saguenay-Lac-Saint-Jean                                                                               | Régional         |                                    |                         |          |                          |
| Arrêts gourmands de la Chaudière-Appalaches                      | Chaudière-Appalaches                                                                                  | Régional         |                                    | Agrotourisme            |          |                          |
| Chemins de campagne                                              | Lanaudière                                                                                            | Régional         |                                    |                         |          |                          |
| Route des fleurs et des saveurs de l'agglomération de Longueuil  | Montérégie                                                                                            | Local            |                                    | Agrotourisme            |          |                          |
| Route des saveurs de Charlevoix                                  | Charlevoix                                                                                            | Régional         |                                    | Agrotourisme            | 143 km   |                          |
| Route des Navigateurs                                            | Bas-Saint-Laurent Centre-du-Québec Chaudière-Appalaches                                               | Route signalisée |                                    | Patrimoine              | 470 km   |                          |
| Circuits d'exploration de la région de Rivière-du-Loup           | Bas-Saint-Laurent                                                                                     | Régional         |                                    |                         |          |                          |
| Route des vins de la Montérégie                                  | Montérégie                                                                                            | Régional         |                                    | Agrotourisme            |          | 19 vignobles             |
| Voie des pionniers                                               | Cantons-de-l'Est                                                                                      | Régional         |                                    | Patrimoine              |          | 10 personnages           |
| Circuit des arts de la Gaspésie                                  | Gaspésie                                                                                              | Régional         |                                    | Culture                 | 800 km   | 42 lieux                 |
| Tour gourmand                                                    | Gaspésie                                                                                              | Régional         |                                    | Agrotourisme            |          |                          |
| Route des bières de l'Est-du-Québec                              | Bas-Saint-Laurent Gaspésie Iles-de-la-Madeleine                                                       | Régional         |                                    | Agrotourisme            |          | 7 brasseries             |
| Route des trouvailles gourmandes                                 | Centre-du-Québec                                                                                      | Régional         |                                    | Agrotourisme            |          |                          |
| Circuit agrotouristique Pommes en fête                           | Laurentides                                                                                           | Régional         |                                    | Agrotourisme            |          |                          |
| Route autocueillette.com                                         | Québec Charlevoix                                                                                     | Régional         |                                    | Agrotourisme            |          |                          |
| Circuit ornithologique du Centre-du-Québec                       | Centre-du-Québec                                                                                      | Régional         |                                    |                         |          |                          |
| Circuit de découverte des chemins Craig et Gosford               | Centre-du-Québec Chaudière-Appalaches                                                                 | Régional         |                                    | Patrimoine              |          |                          |
| Route du Fleuve                                                  | Charlevoix                                                                                            | Route signalisée |                                    | Patrimoine              | 50 km    |                          |
| Circuit Art et Culture de Charlevoix                             | Charlevoix                                                                                            | Régional         |                                    | Culture                 |          |                          |
| Circuit patrimonial de Trois-Rivières                            | Mauricie                                                                                              | Local            |                                    | Patrimoine              |          |                          |
| Route de l'Érable                                                | Québec Abitibi-Témiscamingue Bas-Saint-Laurent Cantons-de-l'Est Centre-du-Québec Charlevoix et autres | Régional         |                                    | Agrotourisme            |          |                          |
| Route des antiquaires                                            | Centre-du-Québec Montérégie                                                                           | Régional         |                                    | Patrimoine              |          |                          |
| Circuit des créateurs du Bas-Saint-Laurent                       | Bas-Saint-Laurent                                                                                     | Régional         |                                    | Culture                 |          | 23 lieux                 |
| La Route des Vins Brome-Missisquoi                               | Cantons-de-l'Est                                                                                      | Route signalisée |                                    | Agrotourisme            | 160 km   | 25 vignobles             |
| Route du Fjord                                                   | Manicouagan Saguenay-Lac-Saint-Jean                                                                   | Route signalisée |                                    | Écotourisme             | 235 km   |                          |
| Route des charmes et des saveurs de la Beauce                    | Chaudière-Appalaches                                                                                  | Régional         |                                    | Patrimoine Agrotourisme |          |                          |
| Route des Montagnes                                              | Charlevoix                                                                                            | Route signalisée |                                    | Plein air               | 151 km   |                          |
| Circuit Héritage                                                 | Charlevoix                                                                                            | Régional         |                                    | Patrimoine              |          |                          |
| Route des cidres de la Montérégie                                | Montérégie                                                                                            | Régional         |                                    | Agrotourisme            |          | 14 cidreries et vergers  |
| Route des Baleines                                               | Duplessis Manicouagan                                                                                 | Route signalisée |                                    | Écotourisme             | 570 km   |                          |
| Tour de l'Île-d'Orléans                                          | Québec                                                                                                | Régional         |                                    | Patrimoine              |          |                          |
| Circuit des arômes et des saveurs                                | Saguenay-Lac-Saint-Jean                                                                               | Régional         |                                    | Agrotourisme            |          |                          |
| Chemin du Terroir                                                | Laurentides                                                                                           | Route signalisée |                                    | Agrotourisme            | 226 km   |                          |
| Vieux-Montréal à pied                                            | Montréal                                                                                              | Local            |                                    | Patrimoine              |          |                          |
| Route de la Baie-James                                           | Eeyou Istchee Baie-James                                                                              | Régional         |                                    |                         |          |                          |
| La nature aux mille délices                                      | Duplessis Manicouagan                                                                                 | Régional         |                                    | Agrotourisme            |          |                          |
| Route de la Nouvelle-France                                      | Québec                                                                                                | Route signalisée |                                    | Patrimoine              | 57 km    |                          |
| Route des fromages fins                                          | Québec Abitibi-Témiscamingue Bas-Saint-Laurent Cantons-de-l'Est Centre-du-Québec Charlevoix et autres | Régional         |                                    | Agrotourisme            |          |                          |
| Circuit « de la terre... à la table »                            | Saguenay-Lac-Saint-Jean                                                                               | Régional         | 1999-2010                          | Agrotourisme            |          |                          |
| Route des Belles-Histoires                                       | Laurentides                                                                                           | Route signalisée |                                    | Patrimoine              | 284 km   |                          |
| Route de la Beauce                                               | Chaudière-Appalaches                                                                                  | Route signalisée |                                    | Patrimoine              | 117 km   |                          |
| Chemins d'eau                                                    | Outaouais                                                                                             | Route signalisée |                                    |                         |          |                          |

## Médiagraphie
- Tourisme Québec, «Route et circuit», Québec Original, site touristique officiel du gouvernement du Québec, en ligne (consulté le 19 novembre 2013)